# Natri salicylat
Salicylat natri hay natri salicylat là muối natri của axit salicylic. Nó có thể được điều chế từ natri phenolat và cacbon dioxide dưới nhiệt độ và áp suất cao.
Trong y học, nó được dùng làm thuốc giảm đau và hạ sốt, cũng được dùng như một thuốc chống viêm and also necrosis